# Geschiedenis van de Nederlandse bankbiljetten
De geschiedenis van de Nederlandse bankbiljetten door de jaren heen:

## Bankwissels
In de 17e eeuw werden in verschillende Nederlandse steden wisselbanken opgericht, die het mogelijk maakten om geldtransacties uit te voeren zonder gebruik van muntgeld (dat in die tijd grotendeels uit goud en zilver bestond). De belangrijkste daarvan was de Amsterdamse Wisselbank. De op die bank getrokken wissels waren ook verhandelbaar, en kunnen als voorlopers van de moderne bankbiljetten worden gezien.

## Assignaten en recepissen

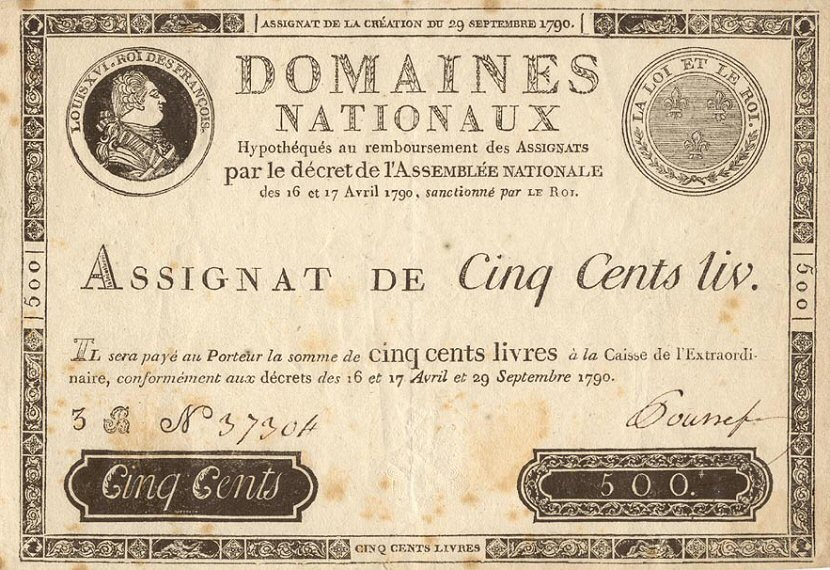
Assignaat van 500 livre, 29 september 1790

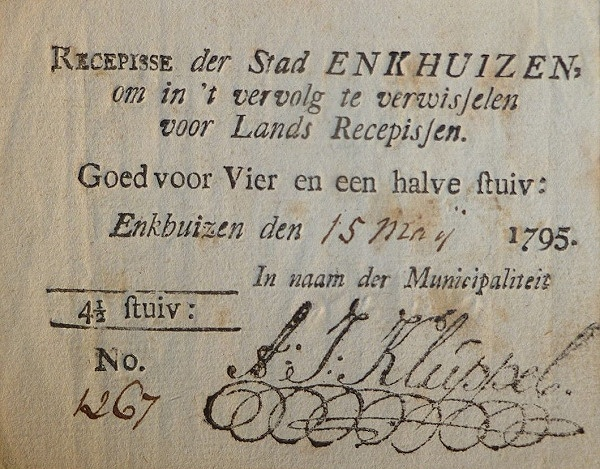
Recepis van 4½ stuiver, uitgegeven door de stad Enkhuizen.

Als eerste bankbiljetten in Nederland kan men de assignaten beschouwen die in de Franse tijd (1795-1813) door de Franse regering ook in Nederland in omloop werden gebracht. Oorspronkelijk waren deze waardepapieren, die vanaf 1790 werden uitgegeven door de Franse revolutionaire regering, gedekt door hypotheken op onroerende goederen, waaronder onteigende kerkelijke bezittingen. Dit waren eigenlijk geen bankbiljetten, maar bewijzen aan toonder van een rentedragende hypotheek: de houder had in principe recht op een rente van 3% per jaar. Al spoedig begon men ze echter als betaalmiddel te gebruiken. Doordat meer assignaten werden uitgegeven dan gedekt was, verloren de assignaten een groot deel van hun waarde. In Nederland betaalde de Franse regering de soldaten van haar leger alleen in assignaten, en winkeliers werden verplicht ze aan te nemen tegen een kunstmatig hoge koers van 9 stuivers per livre (de feitelijke waarde was inmiddels misschien 10% daarvan). Om te voorkomen dat Nederland overspoeld zou worden met waardeloze assignaten, met alle gevolgen van dien voor de geldomloop en de economie, was door de Provisionele Representanten van het Volk van Holland bepaald dat ze slechts onder voorwaarden mochten worden aangenomen, dat ze niet opnieuw in omloop mochten worden gebracht en dat ze tegen een vaste koers konden worden omgewisseld voor recepissen, nieuw papiergeld dat door de Nederlandse overheden werd uitgegeven. Men had in de recepissen niet veel meer vertrouwen dan in de waardeloze assignaten, en ze werden dus door het publiek zo snel mogelijk omgewisseld voor muntgeld of gebruikt voor betalingen aan de overheid.

## Roodborstjes (uitgegeven 1814-1862, ingetrokken 1921)
In 1813 werd Nederland opnieuw zelfstandig. Koning Willem I wilde zo snel mogelijk een nationale bank oprichten om de geldomloop te verbeteren. Die bestond op dat moment nog voornamelijk uit gouden en zilveren munten die soms al eeuwen in omloop waren. Mede doordat Willem I een aanzienlijk deel van het benodigde kapitaal zelf fourneerde, kon al in 1814 De Nederlandsche Bank (DNB) worden opgericht. Die particuliere instelling kreeg het recht om bankbiljetten uit te geven, en de eerste biljetten kwamen een week na de opening van De Nederlandsche Bank in omloop.
Die zogeheten roodborstjes waren alleen beschikbaar in grote coupures: de kleinste coupure, 25 gulden, vertegenwoordigde in die tijd een enorm bedrag. Bij het publiek waren ze niet erg populair, mede omdat men het fiasco met de assignaten nog niet was vergeten. De biljetten moesten met de hand worden ingevuld, wat de uitgifte van de biljetten tijdrovend maakte, en ze ook gevoelig maakte voor fraude. Op latere versies werd in ieder geval het bedrag voorgedrukt.
De biljetten waren nog geen wettig betaalmiddel, met andere woorden, men was niet verplicht ze aan te nemen. Het vertrouwen in de biljetten was nog niet groot en in veel contracten werd betaling in harde munt bedongen.
De laatste 'roodborstjes' werden uitgegeven in 1862, en de serie bleef geldig tot 1921.

## Muntbiljetten van 1846 tot 1904

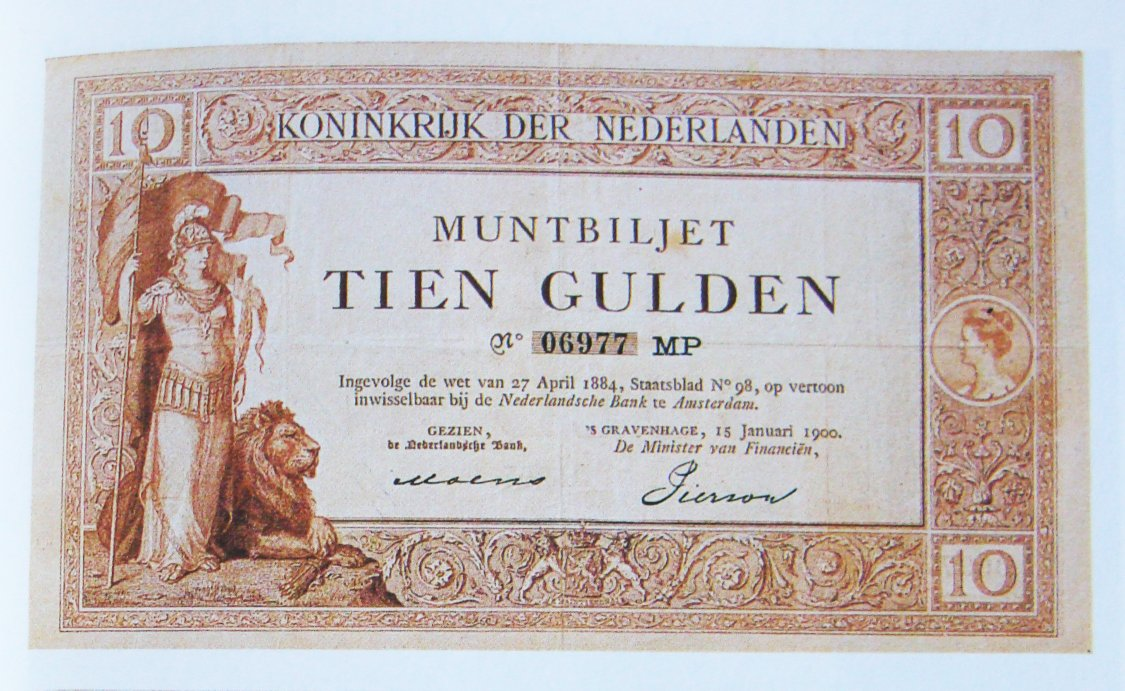
Muntbiljet van 10 gulden, gedateerd 15 januari 1900, uitgegeven op grond van de wet van 1884.

Onder Willem II vond een sanering plaats van het Nederlandse geldwezen. Oude gouden en zilveren munten werden ingetrokken, en hiervoor in de plaats werd op tijdelijke basis papiergeld in omloop gebracht dat niet door De Nederlandsche Bank werd uitgegeven maar door het Ministerie van Financiën. Het werd volledig gedekt door het goud of zilver uit de ingenomen munten en was, in tegenstelling tot de DNB-biljetten, wettig betaalmiddel. Om dit verschil te benadrukken, werd het tijdelijke papiergeld als 'muntbiljet' aangeduid. Er waren twee emissies van muntbiljetten: een emissie van 1 januari 1846 bij het inleveren van het oudste zilvergeld (onder andere schellingen en Zeeuwse rijksdaalders) en een emissie gedateerd op 15 oktober 1849, uitgegeven bij het intrekken van de gouden munten in 1850.
De muntbiljetten bleken populair, en in 1852 was nog steeds bijna de helft van de emissie van 1849 in omloop. In latere jaren werden daarom nieuwe muntbiljetten uitgegeven, te beginnen in 1852, en doorgaand tot vlak na de eeuwwisseling. Pas in 1903 werden de laatste muntbiljetten ingetrokken en het jaar daarop bracht De Nederlandsche Bank een eigen biljet van ƒ 10 uit.

## 'Reliëfrand' (uitgegeven vanaf 1859, ingetrokken 1929)

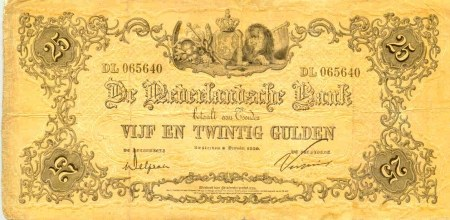
Biljet van 25 gulden, type 'reliëfrand'

In 1859 werd een nieuw model bankbiljet ingevoerd (het type 'reliëfrand') dat niet meer met de hand hoefde te worden ingevuld. De belangrijkste reden hiervoor was dat de roodborstjes met moderne druktechnieken inmiddels eenvoudig na te maken waren. Als eerste werden de grote coupures vervangen: de ƒ 1.000 kwam in 1859 in omloop. De kleinere coupures volgden daarna, met als sluitstuk de 60, 40 en 25 gulden in 1862. Die laatste drie werden alleen aan de voorzijde bedrukt om de productiekosten binnen de perken te houden.

## 10 guldenbiljet van 1904
Met het intrekken van de muntbiljetten in 1903 werd tevens besloten dat de bankbiljetten van DNB voortaan wettig betaalmiddel zouden zijn. Ter vervanging van de muntbiljetten werd een bankbiljet van 10 gulden uitgegeven, van een geheel ander ontwerp dan de bestaande 'reliëfrand'. Als ontwerper was Nicolaas van der Waay aangetrokken, hoogleraar aan de Amsterdamse Rijksacademie van Beeldende Kunsten.

## Noodgeld en muntbiljetten
Bij het uitbreken van de Eerste Wereldoorlog werd het zilveren muntgeld niet bereikt en op grote schaal opgepot zodat er gebrek aan kleingeld ontstond. Zowel steden, bedrijven als overheid hebben tijdelijk alternatief geld uitgegeven om het betalingsverkeer op gang te houden:

### Noodgeld
De regering stonden steden en bedrijven noodgedwongen toe om hun eigen noodgeld in omloop te brengen zodat kleingeld kon worden opgevangen. Vaak volgens een vereenvoudigd ontwerp dat snel in grote aantallen werden geproduceerd.

### Muntbiljetten
Daarnaast gaf het Ministerie van Financiën ook muntbiljetten uit als wettig betaalmiddel. Om niet herinnerd te worden aan muntbiljetten die tien jaar voordien (eindelijk) waren ingetrokken werden ze "zilverbons" genoemd. Ze werden uitgegeven in coupures van 1, 2½ en 5 gulden. De coupure van 5 gulden werd vrij snel weer uit roulatie genomen: een zilveren munt van 5 gulden had nooit bestaan, en het publiek bleek daarom niet veel vertrouwen te hebben in deze coupure.

## Van der Waay (1919-1926)
Al rond de eeuwwisseling voldeed het model 'reliëfrand' eigenlijk niet meer. Het zou echter tot 1921 duren voor het eerste nieuwe bankbiljet in omloop zou komen, dat net als het tientje uit 1904 was ontworpen door N. van der Waay. In deze serie, met data lopend van 1919 tot 1926, verschenen coupures van 100, 200, 300 en 1000 gulden. De biljetten toonden een afbeelding van een zittende vrouw (de Nederlandse Maagd). Van der Waay was slecht te spreken over zijn samenwerking met drukker Joh. Enschedé en Zonen, en was niet geïnteresseerd in het ontwerpen van een vervolgserie met lagere waarden (60, 40 en 25 gulden).

## Diverse ontwerpers (1919-1924)

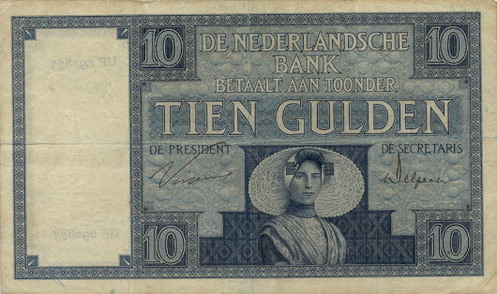
Bankbiljet van 10 gulden, model 'Zeeuws meisje', ontwerp van J. Visser jr., die ook de niet erg geslaagde serie biljetten van 1919 had ontworpen. Als model fungeerde Geertrui Walraven, dienstbode bij het agentschap van De Nederlandsche Bank in Middelburg, in Zuid-Bevelandse klederdracht.

Na prof. Van der Waay werd de hoogleraar A.J. Derkinderen gevraagd een nieuw ontwerp te maken. Derkinderen en Enschedé konden het echter niet eens worden en Enschedé dacht het zelf wel af te kunnen. Dit leidde tot een serie bankbiljetten, naar ontwerp van Jan Visser jr., die zowel door kunstenaars als het grote publiek afgekraakt werd, en die ook op grote schaal vervalst werd. Daarna waren diverse ontwerpers actief, en werden er geen samenhangende series van biljetten meer gemaakt. Vanaf 1924 werkte Enschedé uitsluitend nog met C.A. Lion Cachet. Wel werden na die tijd nog biljetten van eerdere ontwerpers in omloop gebracht.

## Lion Cachet (1924-1939)
Van de hand van Lion Cachet verschenen verschillende bankbiljetten, onder andere het afgebeelde model 'grijsaard' en een biljet van 500 gulden met portret van stadhouder Willem III, qua afmetingen het grootste biljet dat in Nederland uitgegeven is (222 mm × 129 mm).

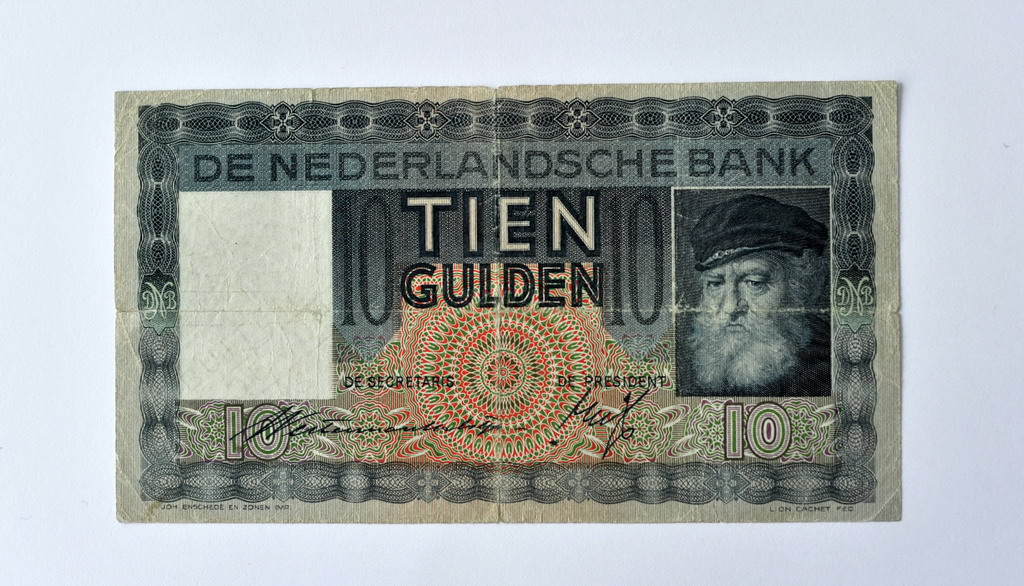
Biljet van 10 gulden, model 'grijsaard'
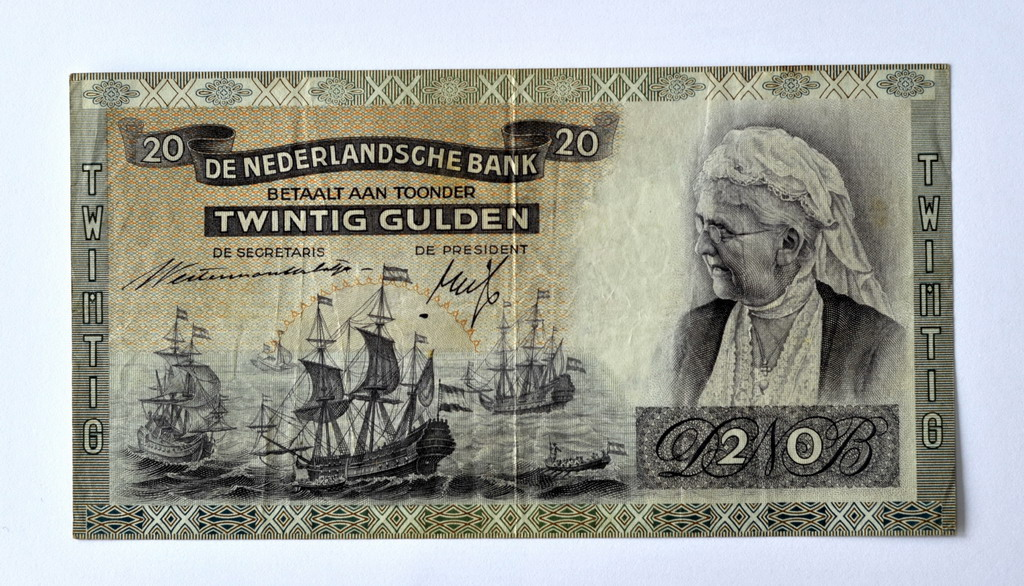
Biljet van 20 gulden, met afbeelding van de koningin-moeder, Emma van Waldeck-Pyrmont.
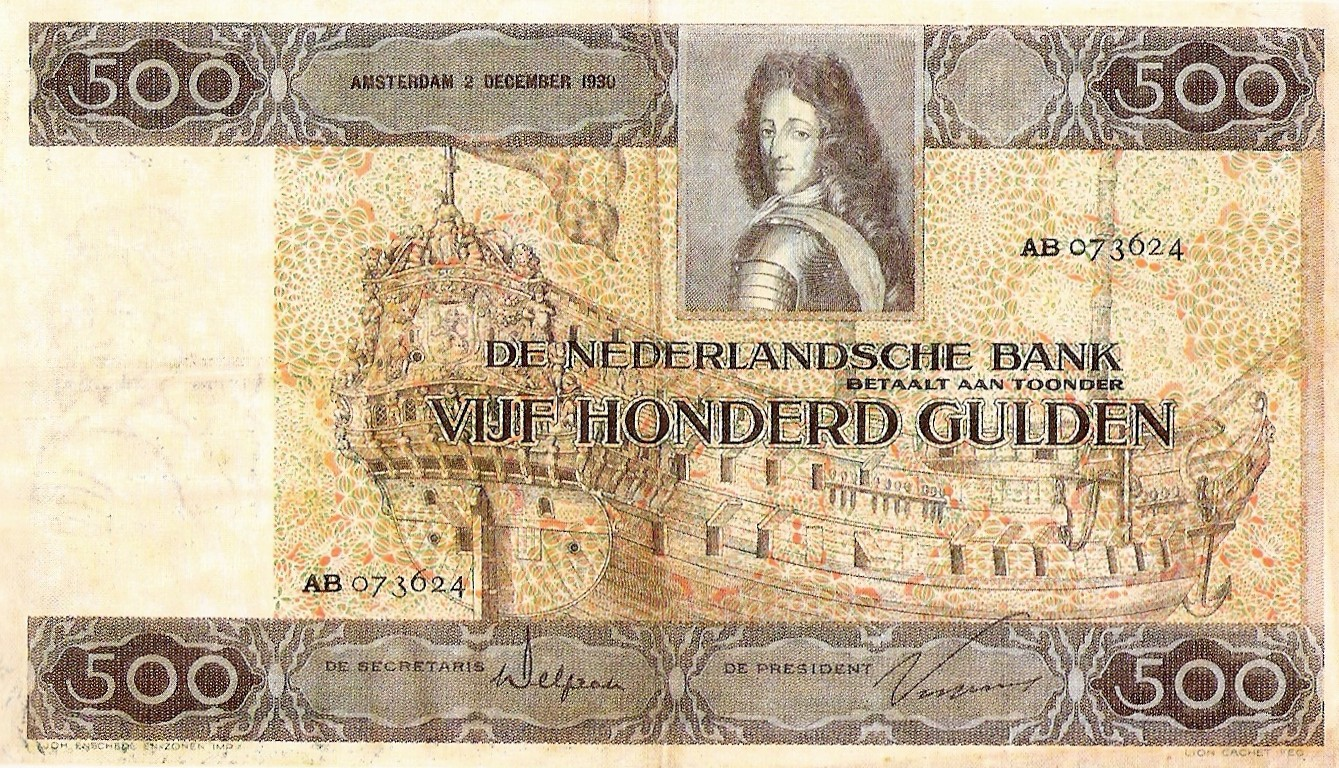
Biljet van 500 gulden met portret van stadhouder Willem III

## Zilverbons uit Tweede Wereldoorlog
Bij de oorlogsdreiging aan het einde van de jaren 30 voorzag de overheid dat mogelijk opnieuw zilvergeld opgepot zou worden. Om terug het betalingsverkeer op gang te houden werden er opnieuw zilverbons uitgegeven. Men had daarom al in 1938 zilverbons laten ontwerpen en vanaf 17 mei 1940, een week na de Duitse inval in Nederland, bracht de overheid deze zilverbons in omloop.
De Duitsers voerden zogeheten Reichskreditkassenscheine in, die een nominale waarde in Reichsmarken hadden en tegen een vaste koers omgewisseld moesten worden. Dat geld werd gebruikt om de Duitse uitgaven in Nederland te dekken. Omdat het direct door De Nederlandsche Bank werd omgewisseld, kwam dit geld niet daadwerkelijk in omloop. Het betekende wel dat de geldhoeveelheid aanzienlijk werd vergroot zonder goede dekking.
De bankbiljettenomloop nam snel verder toe nadat president van De Nederlandsche Bank L.J.A. Trip ontslag nam en werd vervangen door de Duitsgezinde NSB'er M.M. Rost van Tonningen.
In het oorlogsjaar 1941 werd een tienguldenbiljet vervaardigd met de beeltenis uit het schilderij “Een herderin” van Paulus Moreelse (1630).
In afwachting van de bevrijding had de Nederlandse regering in ballingschap muntbiljetten laten ontwerpen met de bedoeling die na de bevrijding in omloop te brengen. Deze biljetten waren ontworpen en gedrukt bij de American Bank Note Company, wat er goed aan af te zien is: de biljetten lijken op Amerikaanse dollarbiljetten.

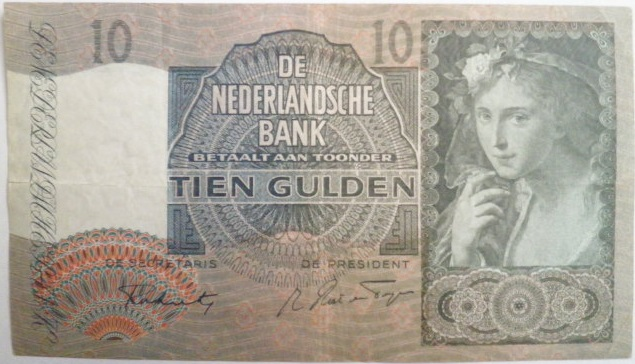
Tienguldenbiljet 1941 met de afbeelding "Een herderin" van Paulus Moreelse.
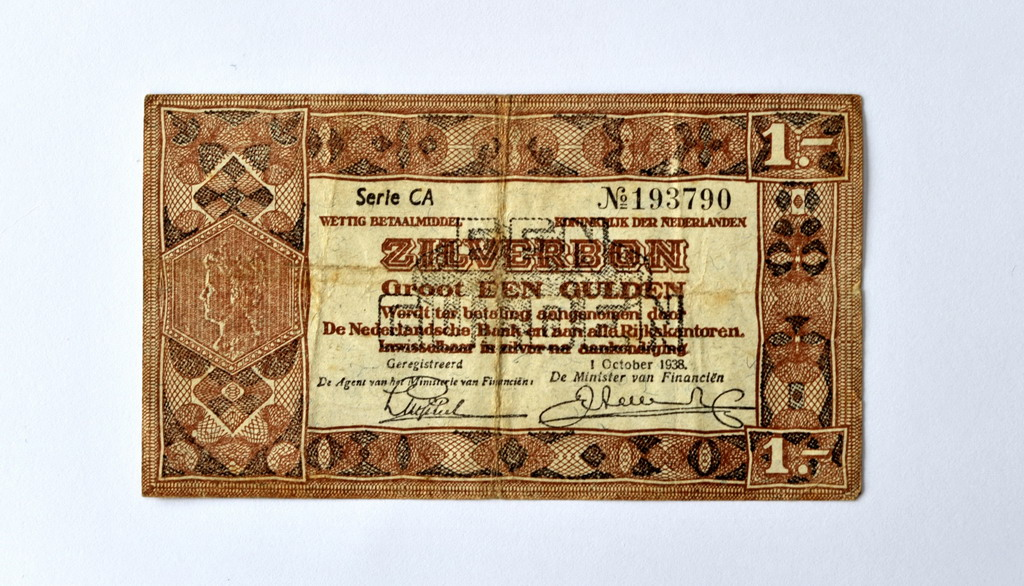
Zilverbon van 1 gulden, emissie 1938
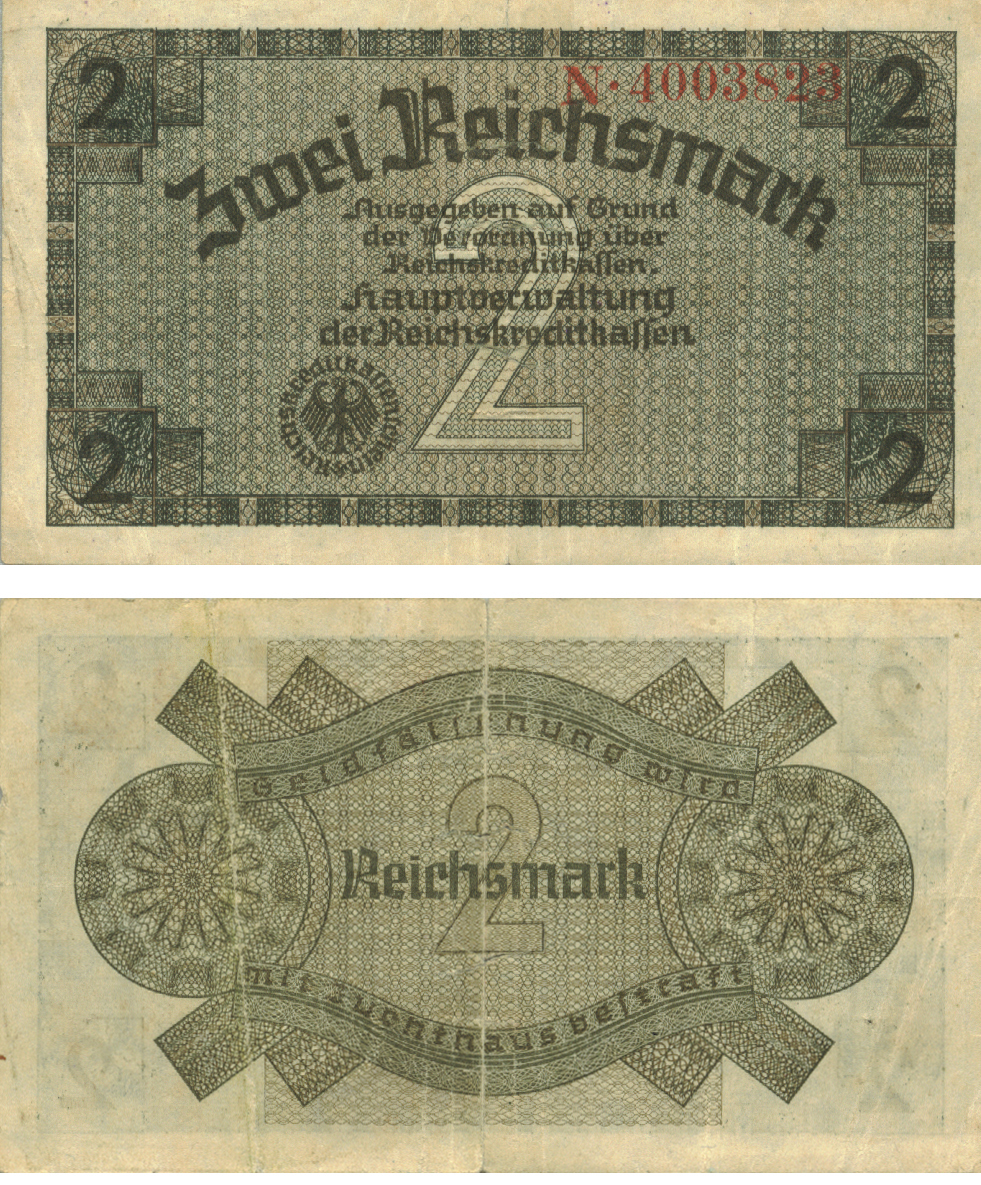
Reichskreditkassenschein van 2 Reichsmark (niet in omloop gekomen)
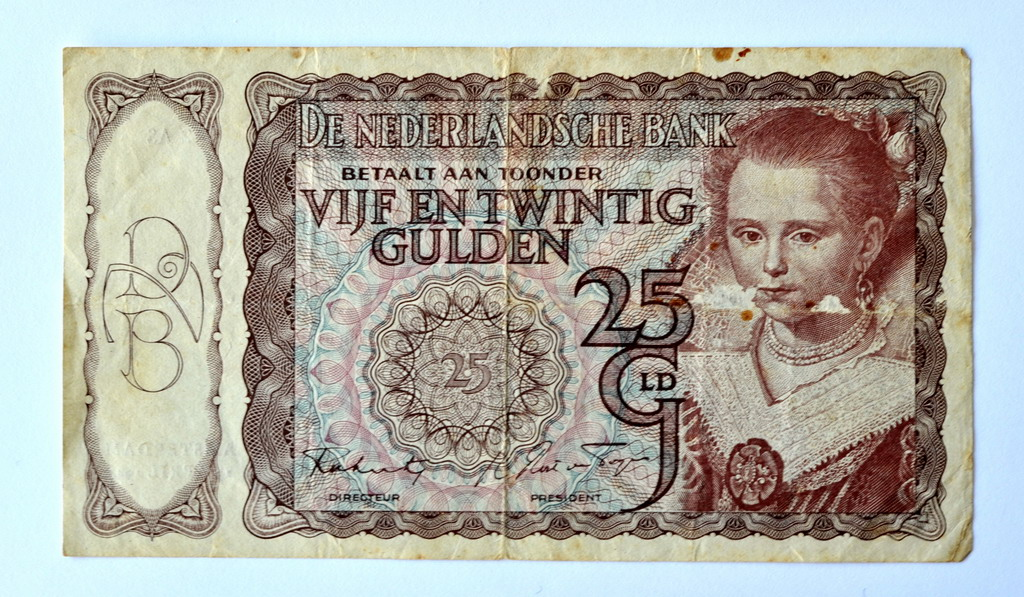
Biljet van 25 gulden, aangepast ontwerp: het oorspronkelijke biljet had een oranje kleur en werd al snel het 'oranjezonnetje' genoemd
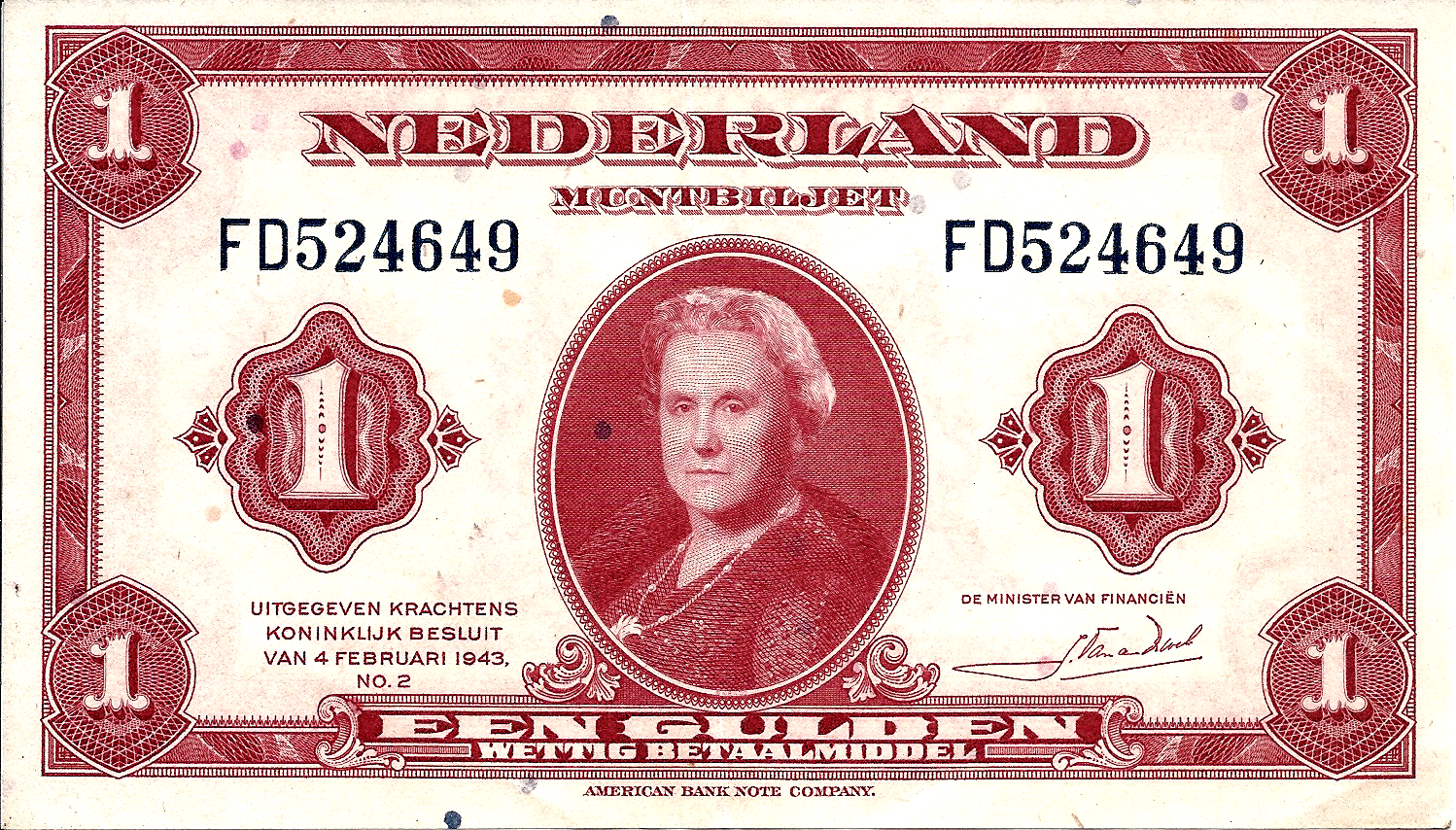
Muntbiljet van 1 gulden, Amerikaans ontwerp

## Bevrijding enTientje van Lieftinck

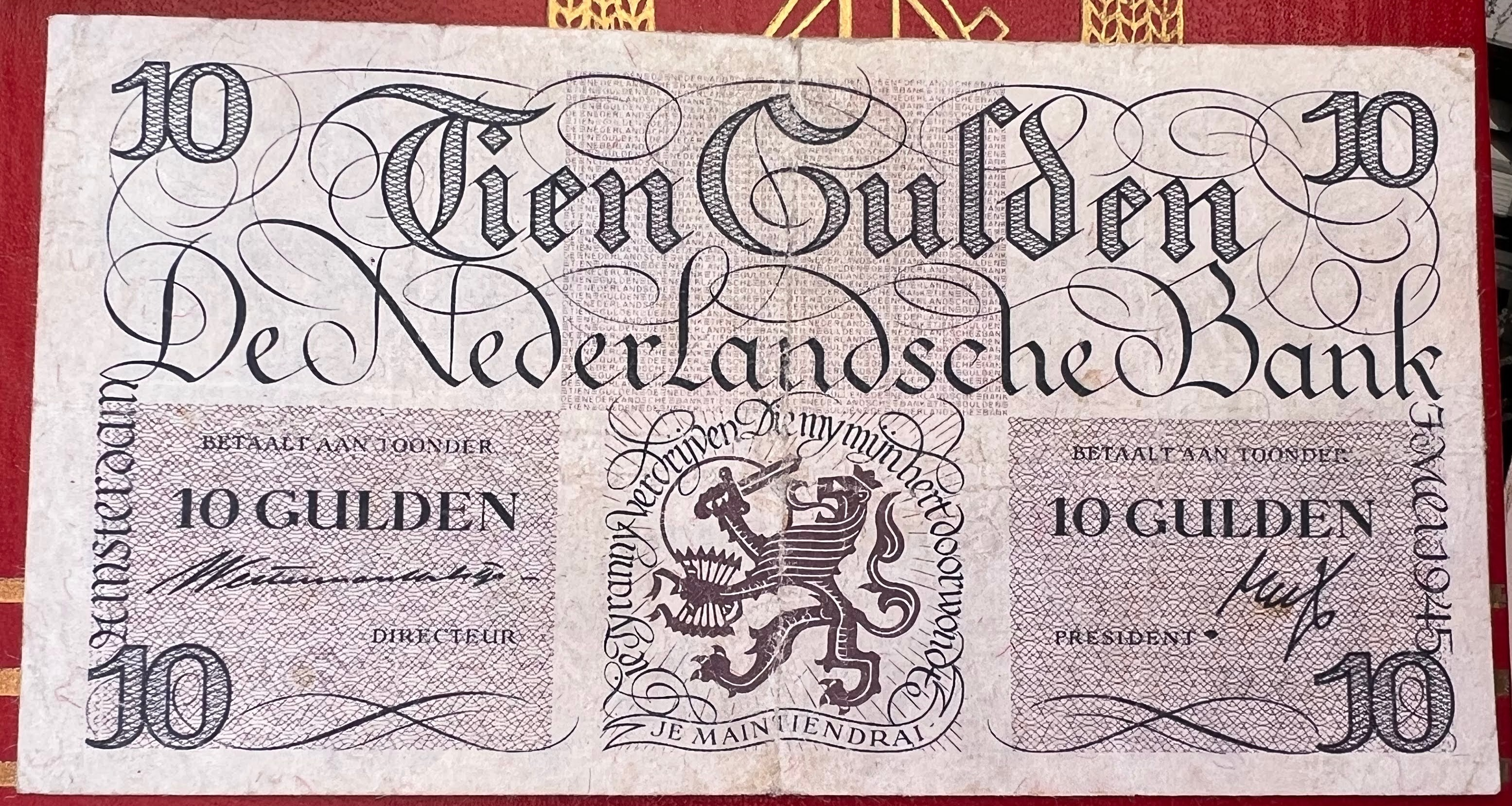
Tientje van Lieftnick

Het zuiden van Nederland werd al in 1944 bevrijd, en hier werden in de Verenigde Staten gedrukte muntbiljetten in omloop gebracht. Na de bevrijding van het gehele land in mei 1945 moest het gehele geldwezen worden gesaneerd. Onder meer wilde men in de oorlog gemaakte winsten door woeker of collaboratie afnemen. Alle (grote) bankbiljetten moesten worden ingeleverd, en bankrekeningen werden geblokkeerd totdat duidelijk was of de gelden legaal waren verkregen. Om in de eerste levensbehoeften te kunnen voorzien, kreeg iedereen een bedrag van 10 gulden, het zogeheten tientje van Lieftinck, naar de toenmalige minister van financiën. Naast dat tienguldenbiljet kwamen ook biljetten van 25 en 100 gulden in omloop. Het ontwerp was eenvoudig, om ze snel te kunnen produceren. Een biljet van 50 gulden kwam iets later in omloop, net als een serie van 10, 20 en 1000 gulden met stadhouders en koningen.
Het was in de eerste jaren na de oorlog niet mogelijk om zilveren guldens en rijksdaalders aan te maken, door de hoge zilverprijs en de slechte economische toestand. Men bleef daarom aangewezen op zilverbons, en in 1949 werden zelfs nieuwe muntbiljetten van ƒ 1,00 en ƒ 2,50 in omloop gebracht, met de beeltenis van de nieuwe koningin, Juliana.
Er werden in de jaren direct na de oorlog nog drie bankbiljetten uitgegeven: een biljet van 100 gulden dat al voor de oorlog was ontworpen, en twee biljetten van 25 gulden die het resultaat waren van een prijsvraag. Beide biljetten waren bedoeld als onderdeel van een serie, maar alleen de denominatie van 25 gulden is daadwerkelijk uitgegeven. Het gaat om een biljet met afbeelding van de godin Flora (ontwerp J. Roozendaal) en een met afbeelding van Salomo (ontwerp J.B. Sleper). Bij dat laatste biljet had Sleper ook nog biljetten ontworpen met afbeeldingen van respectievelijk Lazarus en Franciscus van Assisi, maar De Nederlandsche Bank zag te veel expliciet christelijke afbeeldingen niet zitten.

## Erflaters
Pas in de jaren 1950 zou het DNB weer lukken een samenhangende serie biljetten uit te brengen. De eerste daarvan was de serie 'erflaters' van de hand van J.F. Doeve. De serie bestond uit de volgende biljetten:
- 10 gulden: Hugo de Groot
- 20 gulden: Herman Boerhaave
- 25 gulden: Christiaan Huygens
- 100 gulden: Desiderius Erasmus
- 1000 gulden: Rembrandt van Rijn

Het biljet van 20 gulden was niet populair en werd al in 1960 uit de omloop genomen.
Een nieuwe serie erflaters werd ontworpen door R.D.E. Oxenaar:
- 5 gulden: Joost van den Vondel (een biljet gedateerd 1966 en een nieuw ontwerp gedateerd 1973)
- 10 gulden: Frans Hals
- 25 gulden Jan Pieterszoon Sweelinck
- 100 gulden: Michiel Adriaenszoon de Ruyter
- 1000 gulden: Baruch Spinoza

Daarna ontwierp Oxenaar nog drie biljetten, waarbij voor het eerst geen portret meer verplicht was:
- 50 gulden: zonnebloem (met J.J. Kruit)
- 100 gulden: watersnip en poelsnip
- 250 gulden: vuurtoren (met J.J. Kruit)

De nieuwe denominaties van 50 en 250 gulden waren ingevoerd om de biljetten van 25 en 100 gulden wat minder dominant te maken in de geldomloop, maar dat is slechts ten dele gelukt.
De laatste serie Nederlandse guldenbiljetten werd ontworpen door Jaap Drupsteen. De biljetten tonen voornamelijk abstracte figuren, maar hebben wel allemaal een vogel in het watermerk, waar de biljetten ook naar zijn genoemd:
- 10 gulden: ijsvogel
- 25 gulden: roodborstje
- 100 gulden: steenuil
- 1000 gulden: kievit

## Vervanging door de euro en uiterste inleverdatum
Toen op 1 januari 2002 de gulden werd vervangen door de euro, bleven de guldens tot 28 januari 2002 nog wettig betaalmiddel. In deze overgangsperiode mocht met guldens en euro's worden betaald. Hierna mochten de oude munten en bankbiljetten tot 1 januari 2003 worden gestort bij alle banken. Muntgeld mocht tot 1 januari 2007 worden gewisseld. Het meeste papiergeld, dus de bankbiljetten in guldens, kan nog tot 2032 ingewisseld worden bij De Nederlandsche Bank, hoewel voor enkele biljetten een eerdere uiterste datum geldt.
In de lijst hieronder staan de verschillende biljetten met hun uiterste inleverdatum.
| Biljetwaarde en naam                        | Uiterlijke inleverdatum |
| ------------------------------------------- | ----------------------- |
| 5 gulden (Vondel I)                         | 1 mei 2025              |
| 5 gulden (Vondel II)                        | 1 mei 2025              |
| 10 gulden (Frans Hals)                      | 1 januari 2032          |
| 10 gulden (IJsvogel)                        | 1 januari 2032          |
| 25 gulden (Jan Pieterszoon Sweelinck)       | 1 mei 2025              |
| 25 gulden (Roodborstje)                     | 1 januari 2032          |
| 50 gulden (Zonnebloem)                      | 1 januari 2032          |
| 100 gulden (Michiel Adriaenszoon de Ruyter) | 23 juli 2016            |
| 100 gulden (Snip)                           | 1 januari 2032          |
| 100 gulden (Steenuil)                       | 1 januari 2032          |
| 250 gulden (Vuurtoren)                      | 1 januari 2032          |
| 1000 gulden (Baruch Spinoza)                | 1 januari 2032          |
| 1000 gulden (Kievit)                        | 1 januari 2032          |

## Trivia
- De som van alle cijfers van het serienummer van Nederlandse bankbiljetten is deelbaar door negen (de nummers voldoen aan de negenproef).
- Op het biljet "Vondel I" uit 1966, staat in microletters op de boog op de achterzijde het begin van een zin uit de Poezy van Vondel uit 1650. Op het volledig herontworpen biljet "Vondel II" uit 1973 staat het tweede deel van de zin. "Twee vaten heeft Iupijn, Hij schenkt nu zuer nu zoet".
- Op het laatste tientje staat een gedicht van Arie van den Berg.
- Op het biljet van 250 gulden staat een gedicht van J. Slauerhoff.
- Op het laatste 1000 guldenbiljet staat een gedicht van Koos van Zomeren.